# Chiroderma doriae
Chiroderma doriae је врста слепог миша из породице Phyllostomidae.

## Распрострањење
Врста има станиште у Бразилу и Парагвају.

## Станиште
Станиште врсте су шуме.

## Угроженост
Ова врста је наведена као последња брига, јер има широко распрострањење и честа је врста.